# Ribes sanguineum
Ribes sanguineum (Pursh, 1814), comunemente noto come ribes ornamentale, è una pianta appartenente alla famiglia delle Grossulariaceae, originaria di Stati Uniti e Canada occidentali.

## Distribuzione e habitat
La specie è originaria degli Stati Uniti occidentali e del Canada, si trova anche nella British Columbia, Washington, Idaho, Oregon e California.

## Descrizione
La pianta ha il fusto arbustivo, le foglie sono verdi e profumate, i fiori sono di colore rosa, rosso sangue o giallo canarino, mentre i frutti sono verdi che a maturazione si colorano di blu o nero.

## Tassonomia
Attualmente viene accettata una sola varietà:
- Ribes sanguineum var. glutinosum ((Benth.) Loudon, 1838)[6]

## Galleria d'immagini

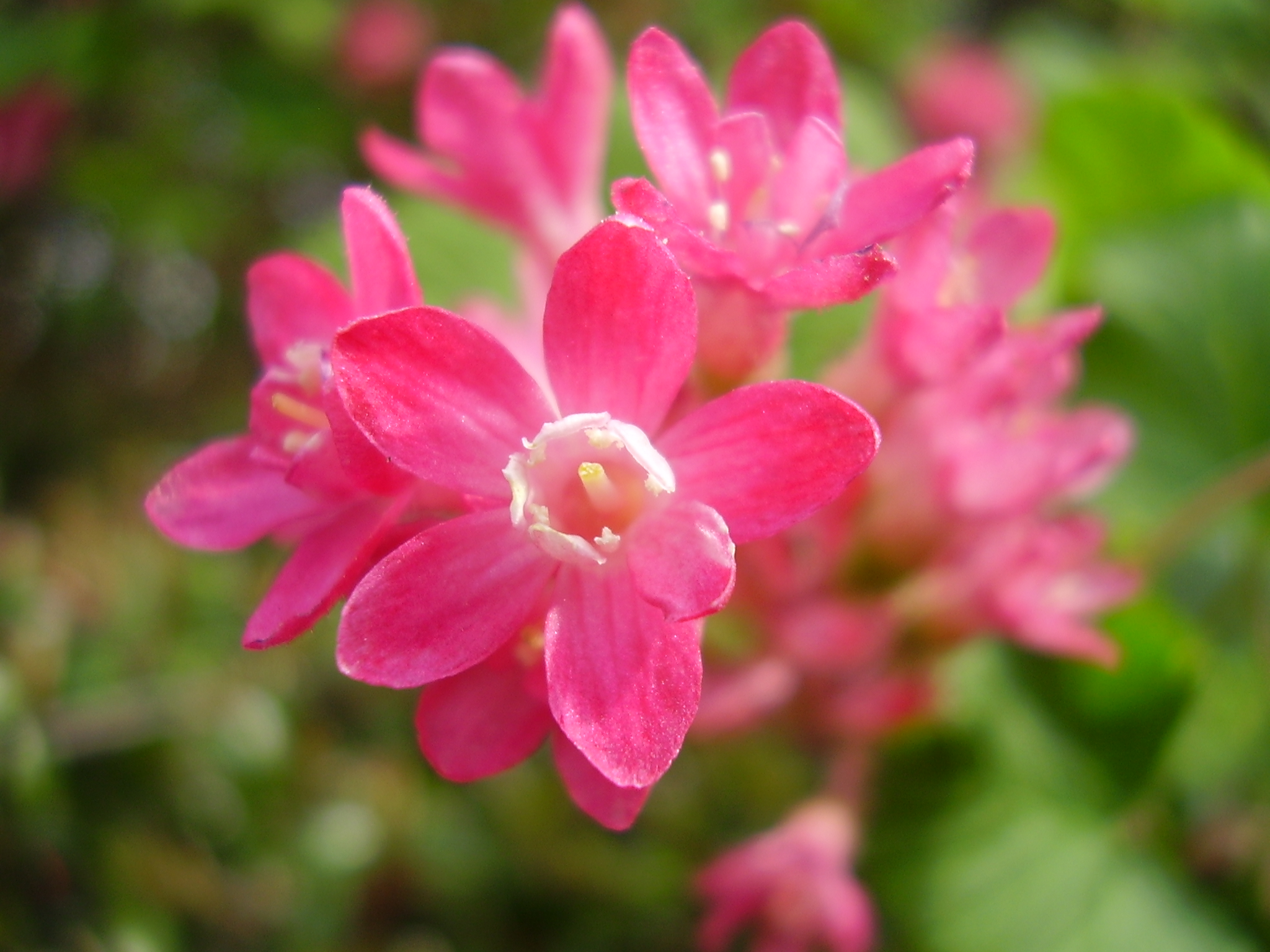
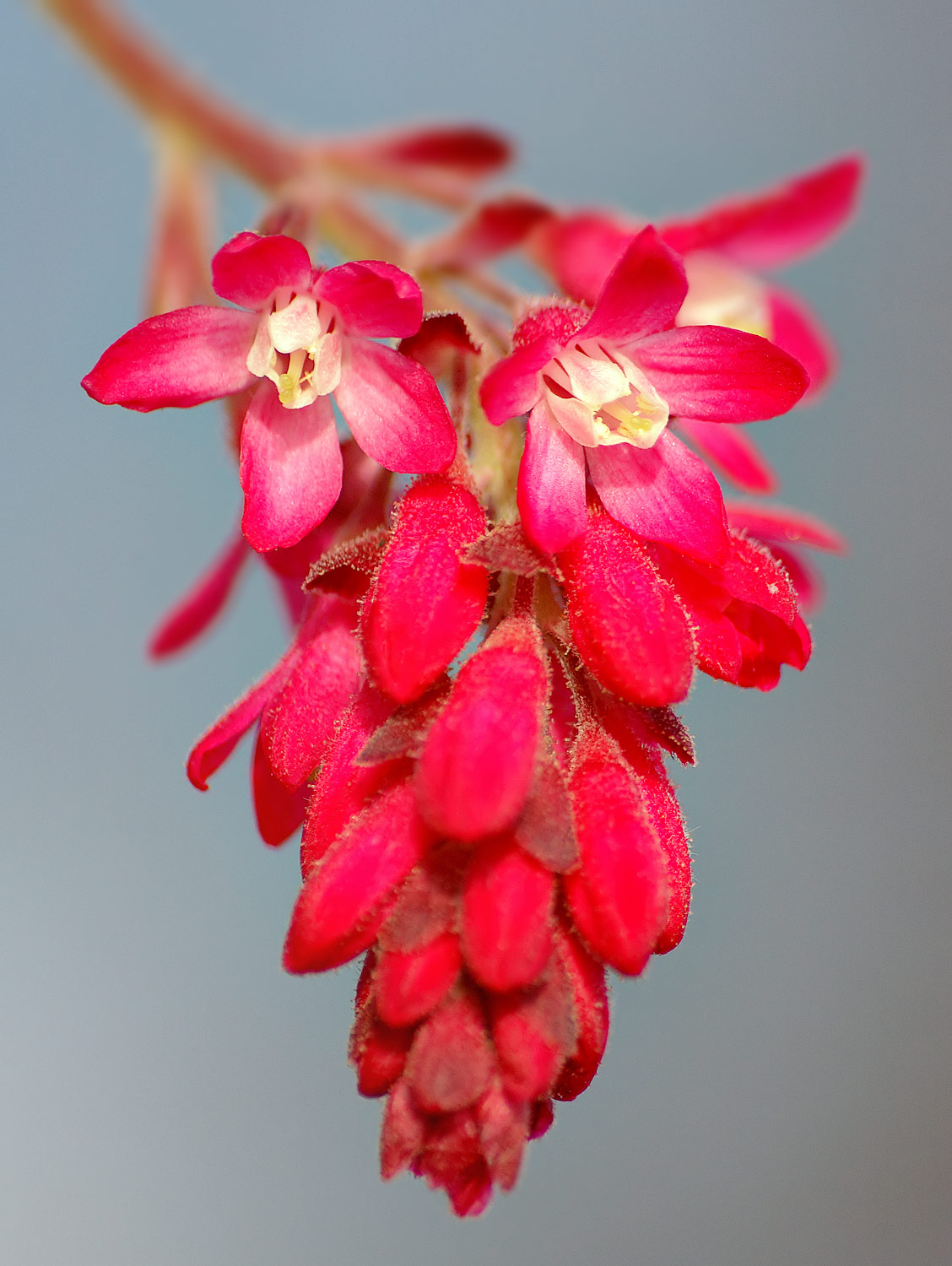
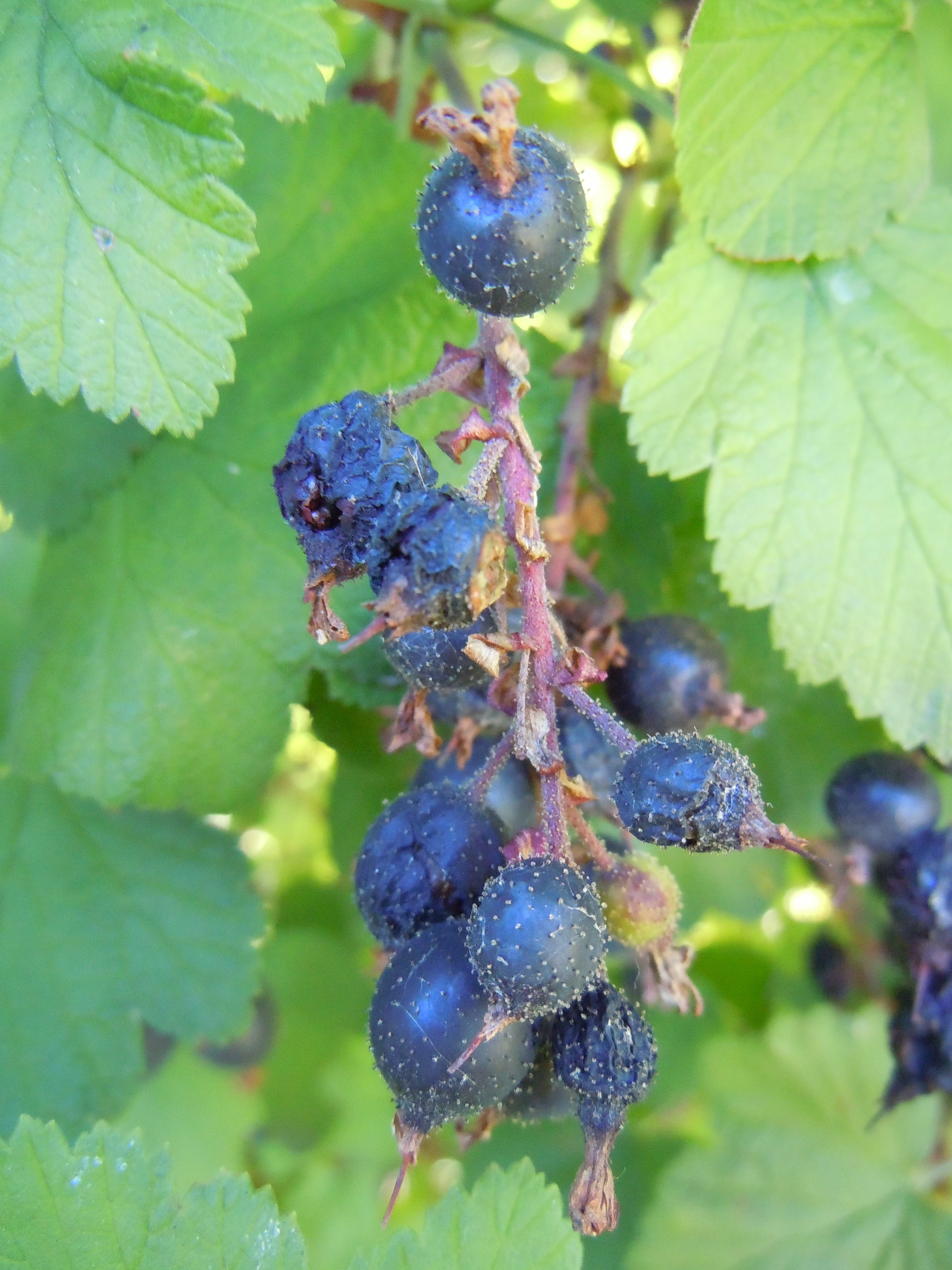
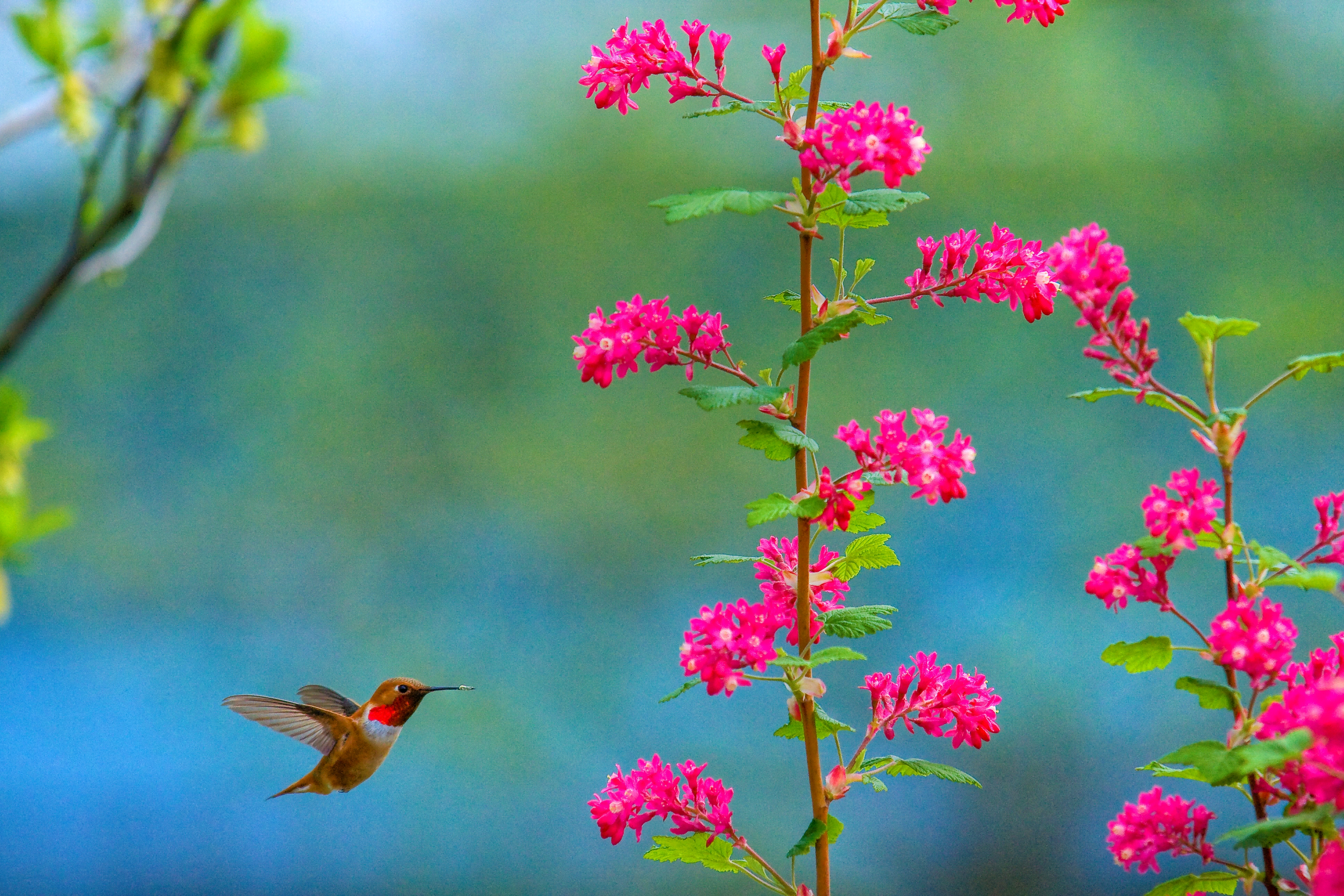
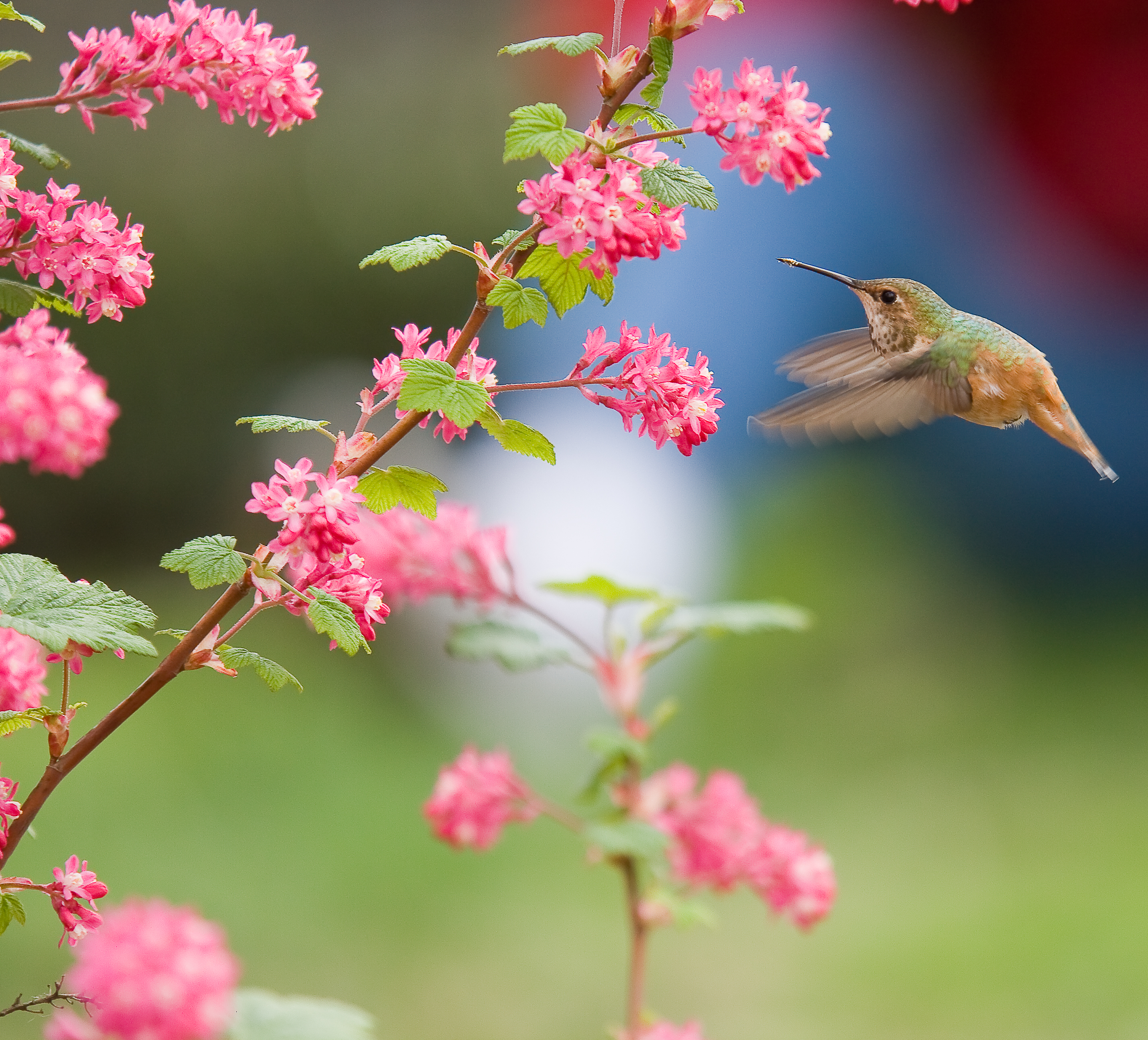